# Splice – Das Genexperiment
Splice – Das Genexperiment ist ein kanadisch-französischer Body-Horror-Film von Regisseur Vincenzo Natali, der zu dem Subgenre Biologischer Horror gezählt wird.
Der Science-Fiction-Film handelt von einer experimentellen Form der Gentherapie, die das Klonen von Menschen zum Ziel hat. Das Genetikerpaar im Zentrum der Handlung wird von Adrien Brody und Sarah Polley gespielt.

## Handlung
Die Genetiker Clive Nicoli und Elsa Kast, beruflich wie privat ein streitbares Paar, arbeiten an der Erzeugung neuer Lebewesen durch Spleißen von tierischem Erbgut. Sie erschaffen erfolgreich zwei neue Lebewesen, die überdimensionalen Würmern ähneln. Ihr Arbeitgeber, ein Pharmakonzern, erhofft sich von den Ergebnissen ihrer Arbeit großen Nutzen für die medizinische Forschung. Gleichzeitig erzeugen die beiden heimlich, vor allem von Elsas Ehrgeiz getrieben, in den Labors des Konzerns ein Mischwesen aus menschlicher und tierischer DNA, um durch die neue DNA eine Vielzahl von Krankheiten heilen zu können.
Während Clive das Wesen zunächst töten will, möchte seine Partnerin die Kreatur am Leben lassen. Elsa entwickelt starke Mutterinstinkte für das Wesen, für dessen Schaffung sie heimlich auch ihre eigene DNA verwendet hat, und gibt ihm den Namen Dren. Der Name resultiert aus dem rückwärts zusammengesetzten Begriff „Nerd“, der auf Elsas Hemd aufgedruckt ist und vom Wesen eindeutig erkannt wird. Als ein Kollege, Clives Bruder, von dem Experiment erfährt, verstecken die beiden das Wesen auf einer verlassenen alten Farm, die Elsa gehört. Das Wesen entwickelt sich rasend schnell und sieht nach kurzer Zeit einer erwachsenen menschlichen Frau sehr ähnlich, hat aber auch Giftdrüsen, einen Schwanz mit Stachel an der Spitze, Flügel und amphibische Lungen.
In der Zwischenzeit kommt es bei der ersten öffentlichen Vorführung der beiden „offiziellen“ Mischwesen zu einem Zwischenfall. Sie zerfleischen sich gegenseitig mit ihren Stacheln. Das weibliche Wesen hatte zuvor spontan sein Geschlecht gewechselt; man vermutet, dass zwischen zwei Männchen nun „die üblichen“ Spannungen entstanden seien, die zu dem Massaker geführt hätten.
Clive und Elsa verlieren mit fortschreitender Entwicklung Drens immer mehr die Kontrolle über sie. Dren tötet die ihr zugedachte Hauskatze mit ihrem Stachel und droht auch, Elsa anzugreifen. Daraufhin operiert ihr Elsa Stachel und Giftdrüsen heraus. Der Stachel wächst jedoch nach, wie später deutlich wird. Clive wird von Dren zum Geschlechtsverkehr verführt und in flagranti von Elsa erwischt. Es kommt zu einer schweren Beziehungskrise, die die beiden aber zu überwinden scheinen. Kurz darauf stirbt Dren und wird von Elsa und Clive beerdigt. Die beiden haben aber nicht bemerkt, dass Dren nicht wirklich tot war, sondern in der Zwischenzeit das Geschlecht gewechselt hat und aus ihrem vermeintlichen Grab gestärkt als männliches Wesen aufersteht. Als junger „Mann“ tötet Dren in einem dramatischen Showdown Clives Bruder sowie ihren Vorgesetzten und vergewaltigt Elsa. Clive durchbohrt daraufhin Dren mit einem Stock, dieser bleibt aber kampffähig und überwältigt Clive. Elsa schlägt auf Dren mit einem Felsbrocken ein, zögert aber, ihn zu töten. Dren kann Clive noch mit seinem Stachel ins Herz stechen. Erst jetzt, da Dren Clive getötet hat, erschlägt Elsa Dren endgültig mit dem Felsbrocken.
In der letzten Szene befindet sich Elsa in einem Büro der Firmenleitung. Der Konzern hat großen Nutzen von dem Experiment, wird über Jahre neue Patente anmelden können. Elsa erhält eine großzügige Prämie von ihrem Arbeitgeber für ihre Verschwiegenheit und das persönliche Risiko, das sie jetzt mit einer neuen Testphase auf sich nimmt. Als sie sich von ihrem Stuhl erhebt, wird deutlich, dass sie schwanger ist.

## Veröffentlichung
Die Premiere des Films fand am 6. Oktober 2009 beim Sitges Festival Internacional de Cinema de Catalunya statt, bei dem er den Preis für die besten Effekte gewann und in der Auswahl für den besten Film war. Der deutsche Filmstart war am 3. Juni 2010.
In den USA spielte der Film am Startwochenende lediglich 7,5 Millionen Dollar ein und kam auf Platz acht der Kinocharts. In Deutschland sahen 30.000 Kinobesucher den Film bis zum Sonntag der Premierenwoche, damit gelangte er auf Platz sieben der Kinocharts.

## Kritiken
„Während Schockmomente wohldosiert zum Einsatz kommen, entwickelt sich die Spannung vornehmlich aus einem explosiven, von guten Darstellern und einer stimmungsvollen Raumpoetik getragenen ‚Familienmelodram‘.“

„Splice muss sich dann auch mit sämtlichen Science Fiction-Horror-Filmen mit Genmanipulationen wie Die Fliege von David Cronenberg, dessen charakteristischer Body-Horror hier ohnehin Pate stand, messen lassen und schneidet dabei gar nicht so schlecht ab. In der literarischen Tradition geht die Idee – skrupellose Wissenschaftler müssen sich gegen ihre Schöpfung verteidigen – auf Mary Shelleys Frankenstein oder auch H. G. Wells Die Insel des Dr. Moreau zurück. Von daher ist die Idee zwar weder neu noch originell, aber aufgrund der gegenwärtigen Entwicklungen auf dem Gebiet der Genmanipulation immerhin aktuell.“

„Waren Natalis früheren Filme wie ‚Cube‘ und ‚Cypher‘ vor allem visuell interessant, ist ‚Splice‘ in erster Linie liebevoll aufbereiteter B-Movie-Trash: albern in den Details, dabei nicht wirklich schockierend, aber immerhin amüsant.“

„Der Film [überrascht] durch ambivalente Figuren, für das Budget beeindruckende und originelle Tricks und eine Kreatur die gleichzeitig fremdartig, wie vertraut wirkt. Ein gewisser schwarzer Humor und die insgesamt ansprechenden Leistungen der Hauptdarsteller machen Splice zu einem Film, der zumindest länger in Erinnerung bleibt, als die meisten anderen Low-Budget-Horrorfilme.“

## Fassungen
Splice erschien in zwei verschiedenen Fassungen. Während der Film in den USA, Kanada und Großbritannien in der US-Version erschien, so erschien er in Deutschland und Frankreich in einer leicht abgeänderten Version. Jedoch beträgt der Laufzeitunterschied nur ca. 30 Sekunden.